# Oplopomus oplopomus
Oplopomus oplopomus är en fiskart som först beskrevs av Valenciennes, 1837.  Oplopomus oplopomus ingår i släktet Oplopomus och familjen smörbultsfiskar. Inga underarter finns listade i Catalogue of Life.